# Ливан на зимних Олимпийских играх 1980
Ливан принимал участие в Зимних Олимпийских играх 1980 года в Лейк-Плесиде (США) в девятый раз за свою историю, но не завоевал ни одной медали. Сборная страны состояла из 3 спортсменов (2 мужчин, 1 женщина), которые приняли участие в соревнованиях по горнолыжному спорту.